# Cadillac XT5
La Cadillac XT5 è un SUV di lusso prodotto dalla casa automobilistica statunitense Cadillac. È stato presentato al salone dell'automobile di Dubai nel 2015 e dal 2016 sostituisce la Cadillac SRX. È prodotto a Spring Hill e per il mercato cinese a Shanghai. È la prima Cadillac per vendite internazionali e statunitensi.

## Profilo

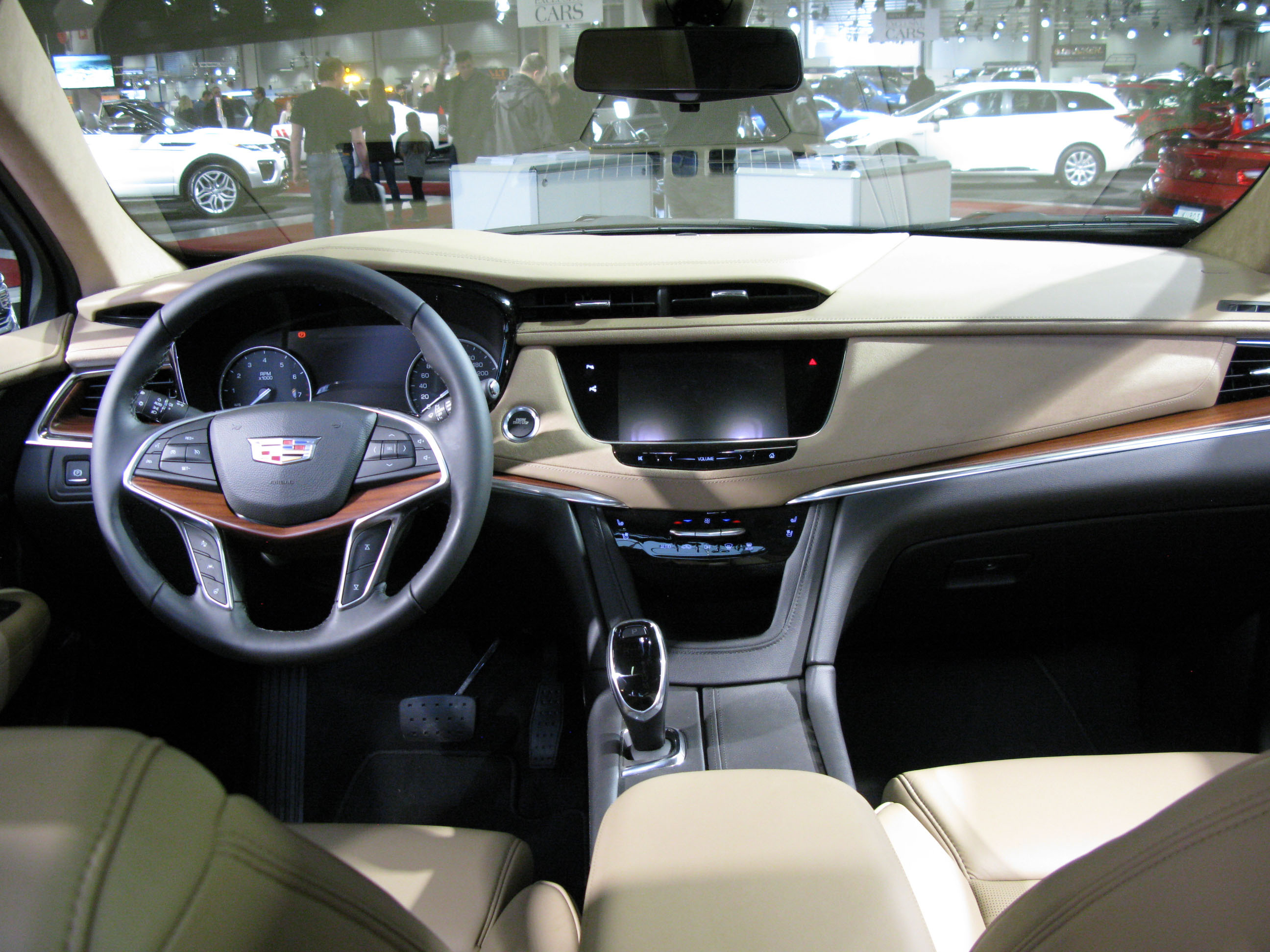
Interni

Esteticamente la XT5 presenta una pronunciata griglia anteriore, che si affianca ai fari verticali in LED, lateralmente si notano gli specchietti montati sulle portiere, una linea di cintura alta e il tetto inclinato (in opzione apribile), mentre sulla coda si hanno il portellone snello e due terminali al tubo di scarico. Si hanno anche degli interni piuttosto curati, con sedili e plancia in pelle.
Nella tecnologia della vettura rientrano accessori come specchietto retrovisore elettronico, telecamera posteriore a 360° o il nuovo cambio automatico a nove rapporti "GM Electronic Shift", oltre a portellone ad azionamento automatico, sedibili abbattibili a distanza e un nuovo sistema audio "Bose® Centerpoint® Surround Sound" con 14 amplificatori ad alte prestazioni.

## Motorizzazioni
La versione base della XT5 è spinta da un motore V6 a benzina da 3.6 l, con una potenza di 310 cv e 367 Nm di coppia, disponibile a trazione anteriore o integrale. Per il mercato in Cina è stato fatto apposta un motore turbo a 4 cilindri, anch'esso a benzina, da 2.0 l, con potenza di 258 cv e 400 Nm di coppia. Per il 2020, però, si sta preparando un nuovo motore a 4 cilindri con potenza di 237 cv e 350 Nm di coppia che sostituirà il motore per la Cina e si affiancherà al V6.